# Церква Покрови Пресвятої Богородиці (Хоптянка)
Церква Покрови Пресвятої Богородиці в Хоптянці — парафія і храм греко-католицької громади Підволочиського деканату Тернопільсько-Зборівської архієпархії Української греко-католицької церкви в селі Хоптянка Тернопільського району Тернопільської области.

## Історія церкви
До 1991 року в селі не було власної церкви, і місцеві жителі відвідували храми в селах Сороцьке та Поділля. У 1991 році була утворена парафія УГКЦ. У 1997 році завдяки старанням громади збудували капличку, яку освятив декан о. Михайло Буртник.
Серед основних фундаторів і організаторів будівництва каплиці були Петро Мирка, Надія Ковальська, Михайло Гавдьо, Надія Мидза, Ганна Фалюш і Богдан Лошньовський.
У 2012 році за ініціативи та допомоги митрополита Василія Семенюка, семінаристів, активістів громади, а також за підтримки Дмитра Осухівського та Василя Кохана збудували новий храм і дзвіницю.
Значний внесок у будівництво зробили:
- митрополит Василій Семенюк.
- Підволочиська РДА (голова Віталій Сум).
- керівники кар'єрів у Полупанівці та Новосілці Ігор Штогрин і Богдан Марин.
- директор цегельного заводу в Зарубинцях Богдан Олійник.
- парафіяни та жителі навколишніх сіл.

Храм був освячений митрополитом Василієм Семенюком 13 січня 2013 року.

## Парохи
- о. Юрій Кіндзерський (1998—2009),
- о. Андрій Луковський (з 2009).